# 良ーいドン!!
『良ーいドン!!』（よーいドン）は、2010年4月5日から2024年3月29日まで福井放送ラジオ（FBCラジオ）で放送された朝のワイド番組。
番組の終了後、替わって午前の部と午後の部の2部構成で放送される長時間生ワイド番組『ラジ+ (TAS)』がスタートした。

## 出演者

### 番組終了時点でのパーソナリティ
- 中村謙太（月曜・火曜、2023年4月3日 - 、2018年4月 - 2021年3月、水曜・木曜、2020年3月までは火曜・水曜担当）
- 岩本和弘（水曜 - 金曜、2023年4月5日、月曜 - 水曜、2018年4月 - 、2020年3月までは月曜のみ担当、2022年3月28日から月 - 水担当）

### 番組終了時点でのアシスタント
- 岩本紀美子（月曜 - 火曜、? - 、2022年3月24日までは月 - 木担当、2022年3月28日 - 2023年3月29日は月 - 水担当）
- 谷口祥代（水曜、2023年4月5日 - )
- 堀内くみ子（木曜・金曜、2023年4月6日 - 、2010年4月 - 2015年3月、全曜日）

### レギュラーメンバーの変遷
| 期間      | 期間      | パーソナリティ | パーソナリティ | パーソナリティ | パーソナリティ | パーソナリティ | アシスタント | アシスタント | アシスタント | アシスタント |
| 期間      | 期間      | 月曜           | 火曜           | 水曜           | 木曜           | 金曜           | 月曜・火曜   | 水曜         | 木曜         | 金曜         |
| --------- | --------- | -------------- | -------------- | -------------- | -------------- | -------------- | ------------ | ------------ | ------------ | ------------ |
| 2010.4.5  | 2012.3.30 | 吉川圭一       | 吉川圭一       | 吉川圭一       | 吉川圭一       | 吉川圭一       | 堀内くみ子   | 堀内くみ子   | 堀内くみ子   | 堀内くみ子   |
| 2012.4.2  | 2014.3.28 | 前田智宏       | 前田智宏       | 前田智宏       | 前田智宏       | 重盛政史       | 堀内くみ子   | 堀内くみ子   | 堀内くみ子   | 堀内くみ子   |
| 2014.3.31 | 2015.3.27 | 前田智宏       | 前田智宏       | 前田智宏       | 西田隆人       | 稲木聡         | 堀内くみ子   | 堀内くみ子   | 堀内くみ子   | 堀内くみ子   |
| 2015.3.30 | 2015.9.25 | 前田智宏       | 前田智宏       | 前田智宏       | 西田隆人       | 稲木聡         | 中山裕子     | 中山裕子     | 楠紗友里     | 楠紗友里     |
| 2015.9.28 | 2018.3.30 | 前田智宏       | 前田智宏       | 前田智宏       | 西田隆人       | 稲木聡         | 岩本紀美子   | 岩本紀美子   | 岩本紀美子   | 柄田百花     |
| 2018.4.2  | 2020.3.27 | 岩本和弘       | 中村謙太       | 中村謙太       | 佐塚崇恭       | 稲木聡         | 岩本紀美子   | 岩本紀美子   | 岩本紀美子   | 柄田百花     |
| 2020.3.30 | 2021.3.31 | 岩本和弘       | 岩本和弘       | 中村謙太       | 中村謙太       | 川島秀成       | 岩本紀美子   | 岩本紀美子   | 岩本紀美子   | 柄田百花     |
| 2021.4.1  | 2022.3.25 | 岩本和弘       | 岩本和弘       | 工藤修斗       | 工藤修斗       | 川島秀成       | 岩本紀美子   | 岩本紀美子   | 岩本紀美子   | 工藤遥       |
| 2022.3.28 | 2023.3.31 | 岩本和弘       | 岩本和弘       | 岩本和弘       | 亀島愛永       | 亀島愛永       | 岩本紀美子   | 岩本紀美子   | 工藤修斗     | 工藤修斗     |
| 2023.4.3  | 2024.3.29 | 中村謙太       | 中村謙太       | 岩本和弘       | 岩本和弘       | 岩本和弘       | 岩本紀美子   | 谷口祥代     | 堀内くみ子   | 堀内くみ子   |

### ピンチヒッター
レギュラーメンバーのいずれかが、夏休みや出張などで出演できない時の代打パーソナリティ。
- アシスタント - 野村佳奈子、谷戸礼子

## 放送時間
いずれも日本標準時。
- 月曜 - 金曜 8:15 - 11:15（2010年4月5日 - 2014年3月）
- 月曜 - 金曜 8:15 - 11:40（2014年4月 - 2020年9月25日）
- 月曜 - 金曜 7:00 - 11:40（2020年9月28日 - 2023年3月31日）
- 月曜 - 金曜 7:00 - 11:50（2023年4月3日 -2024年3月29日）

## タイムテーブル
随時FBC所有のラジオカー「エコーメイト」からの生中継が入る。
- 2020年9月28日からは秋のラジオ番組改編で7時スタート

(23年4月からのタイムテーブル)
- 7:00オープニング
- 7:03ニュースと天気
- 7:10ニュースネットワーク
- 7:25行ってらっしゃい
- 7:30武田鉄矢今朝の三枚おろし
- 7:40ニュースと天気予報
- 7:45歌のない歌謡曲
- 8:00「日本全国８時です」
- 8:15「アルプモーニングスマイル」
- 8:20「8時台オープニング」
- 8:23「朝の交通情報」
- 8:25「ニュース　早分かり」
- 8:35「ドンドンジャーナル」
- 8:45「今日のお天気」
- 8:55「県内今日の動き」
- 9:00「ニュース」
- 9:05「今日はどんな日」
- 9:15「アーティスト・アルバム」
- 9:30「エコーメイト」23年4月からは[いつ?]

水曜から金曜日ラジオカー中継
- 9:35「福運良運大吉コーナー」
- 10:00「ニュース・天気予報」
- 10:07ごろ第1第3火曜ラジオフェス
- 10:10 - 若狭ほっと直送便(月・水・金)
- 10:20 -

ふくいチャレンジ通信〜県政ミニ情報
（月・水・金）
ハーモニーホールだより（火・2・4週）
真心を伝えよう〜ギフト豆知識〜（木・1週）
ミシンのお話（木・2・4週）
- 10:20「真心を伝えよう～ギフト豆知識～」

（第１・第３）
- 10:30「ラジオショッピング情報」

木曜セブンに良ーいドン
- 10:40「エコーメイト」
- 11:00「ニュース」
- 11:05「くらしのお天気」
- 11:10「メモリアルミュージック」
- 11:30「元気な唄をあなたとともに…」
- 11:40「ＦＢＣニュース・天気予報」

22年3月までのコーナー
- 8:20 - 8時台オープニング
- 8:23朝の交通情報
- 8:25 - ニュース早分かり
- 8:35 - ドンドンジャーナル
- 8:45 - 今日のお天気
- 8:55 - 県内今日の動き
- 9:00 - FBCニュースと天気予報
- 9:05 - 今日はどんな日
- 9:15 - アーティストアルバム
- 9:30 - エコーメイト（リポーター：月・水・木・金 - 加藤直也、火・- 楠田百花）
- 9:35 - 福運良運大吉コーナー
- 9:50 - ラジオショッピング情報
- 10:00 - FBCニュースと天気予報
- 10:10 - 若狭ほっと直送便(月・水・金)
- 10:20 - 
  - ふくいチャレンジ通信〜県政ミニ情報（月・水・金）
  - ハーモニーホールだより（火・2・4週）
  - 真心を伝えよう〜ギフト豆知識〜（木・1週）
  - ミシンのお話（木・2・4週）
- 10:35
  - 北陸ネット3県ポン（月）
  - ラジオショッピング情報（火・金）
- 10:40 - エコーメイト（火 - 金）
- 10:50
  - エコーメイト（月）
  - トヨタ街角ステーション（木）
- 11:00 - FBCニュース
- 11:05 - くらしのお天気情報
- 11:10 - メモリアルミュージック
- 11:30 - 元気な唄をあなたとともに
- 11:50
- 2020年9月25日までのタイムテーブル
- 8:15 - オープニング
- 8:20 - 朝の交通情報
- 8:25 - ニュース早分かり
- 8:35 - ドンドンジャーナル
- 8:45 - 今日のお天気
- 8:55 - 県内今日の動き
- 9:00 - FBCニュースと天気予報
- 9:05 - 今日はどんな日
- 9:15 - アーティストアルバム
- 9:30 - エコーメイト（リポーター：月・水・木・金 - 加藤直也、火・- 楠田百花）
- 9:35 - 福運良運大吉コーナー
- 9:50 - ラジオショッピング情報
- 10:00 - FBCニュースと天気予報
- 10:10 - 若狭ほっと直送便(月・水・金)
- 10:20 - 
  - ふくいチャレンジ通信〜県政ミニ情報（月・水・金）
  - ハーモニーホールだより（火・2・4週）
  - 真心を伝えよう〜ギフト豆知識〜（木・1週）
  - ミシンのお話（木・2・4週）
- 10:35
  - 北陸ネット3県ポン（月）
  - ラジオショッピング情報（火・金）
- 10:40 - エコーメイト（火 - 金）
- 10:50
  - エコーメイト（月）
  - トヨタ街角ステーション（木）
- 11:00 - FBCニュース
- 11:05 - くらしのお天気情報
- 11:10 - メモリアルミュージック
- 11:30 - 元気な唄をあなたとともに
- 11:35 - エンディング[1]